# 伊野波雅彥
伊野波雅彦（1985年8月28日—），已退役日本職業足球員，司職中後衛，前日本國家足球隊成員。

## 俱樂部生涯
伊野波雅彦1985年8月28日出生在日本宫崎县，他曾获得过2011年亚洲杯的冠军，2008和2009年日职联赛冠军，2010年天皇杯冠军以及2010年日本超级杯冠军。
伊野波雅彦2006年从阪南大学毕业加盟FC东京。 2008年，伊野波雅彦转会加盟鹿岛鹿角 。在5个半赛季日职联赛中，伊野波雅彦出场137次(FC东京48场，鹿岛鹿角89场)，共打入3球(2006赛季代表FC东京打入一球，2009赛季和2011赛季代表鹿岛鹿角打入两球)。
2011年7月8日，伊野波雅彦从鹿岛鹿角转会至克罗地亚豪门球队夏德施普列特足球会，身披19号球衣。伊野波雅彦半个赛季来为斯普利特哈伊杜克出场15次，首发13次，替补2次，在累计1221分钟出场时间内打入一球。去年7月28日，伊野波雅彦在欧联杯第三轮首回合比赛中首发出场并打满90分钟，但斯普利特哈伊杜克客场0-1负于英超斯托克城。10月21日克罗地亚足球联赛第12轮，斯普利特哈伊杜克客场3-0完胜卢斯高，伊野波雅彦在第60分钟为本队打入第二个进球。
据克罗地亚媒体报道，大连阿尔滨就日本国脚后卫伊野波雅彦的转会，向克罗地亚豪门球队夏德施普列特足球会的提出了报价。
在克罗地亚经历欠薪风波后，伊野波雅彦以自由身回国加盟神户胜利船  。近日，伊野波的原俱乐部哈伊杜克要求神户进行赔偿。在过去的几年里，一直主打中场的他尝试位置后成为中后卫，这使得他的状态逐渐好转，也获得了一些在这个位置上的经验。
日职球队磐田喜悦宣布日乙球队神户胜利船的日本国脚后卫伊野波雅彦加盟。静冈德比清水心跳1比0击败磐田喜悦，德比对手磐田决定下赛季降级，伊野波雅彦连续第二年随队降级。
官方消息日本国脚伊野波雅彦将在本赛季结束后离开磐田喜悦，他没有得到续约合同。
日职联赛官方消息，日本国脚伊野波雅彦回到了神户胜利船 。
2018年12月，日本前国脚伊野波雅彦被告上了法庭。告他的是和他当过国奥队队友的梶山阳平。事情的起因是伊野波雅彦向梶山阳平推荐了一个商人X先生的投资项目，说是每个月能有7%的利率。但梶山阳平加入之后，现在赔了2500万日元(约合152万人民币)。梶山阳平提出诉讼，把伊野波雅彦和X先生都告上法庭，要求赔偿。
神户胜利船今日公布了后卫伊野波雅彦合约期满离开球队的消息。
横滨FC今日公布了球队获得了前日本国脚后卫伊野波雅彦的消息，加入横滨FC是他时隔4年重返日乙联赛，球衣号码为39。

## 國家隊生涯
伊野波雅彦在2005年入选日本国青队征战2005年世界青年足球锦标赛的名单。
2006年曾两次入选日本国家足球队阵容，2007年因为播户龙二受伤而获得替补参加2007年亚洲杯的机会，但到2010年底仍然没有代表国家队出战。
2011年亚洲杯，伊野波雅彦在和沙特阿拉伯的小组赛中替补内田笃人出场，首次在国际A级比赛亮相。
1月21日进行的亚洲杯1/4决赛中，日本在两度落后的情况下，凭借伊野波雅彦终场前一分钟的进球，以3-2逆转战胜东道主卡塔尔。
在比赛中主要是作为替补球员来使用，获得首发的机会不多，在边后卫及中卫位置上都有出色发挥，2014年世界杯他作为后卫球员被征召入队。

## 獎項
鹿岛鹿角
- 日職聯
  - 冠軍：2次
    - 2008年、2009年
- 日本超級盃
  - 冠軍：2次
    - 2009年、2010年
- 天皇杯
  - 冠軍：1次
    - 2009年（日语：第89回天皇杯全日本サッカー選手権大会）

## 外部連結
- 伊野波雅彥 – FIFA國際賽競賽紀錄 (存檔)
- Japan National Football Team Database （页面存档备份，存于）
- 日本職業足球聯賽中的伊野波雅彥 （日語）
- Soccerway資料庫：伊野波雅彥
- Profile at Vissel Kobe （页面存档备份，存于）